# Gornja Raštelica
Gornja Raštelica je naselje u općini Hadžići, Federacija BiH, BiH.

## Stanovništvo
Nacionalni sastav stanovništva 1991. godine, bio je sljedeći:
ukupno: 168
- Bošnjaci - 91 (54,16%)
- Srbi - 76 (45,23%)
- ostali, neopredijeljeni i nepoznato - 1 (0,59%)